# Anatinomma bispinosum
Anatinomma bispinosum är en skalbaggsart som beskrevs av Aurivillius 1916. Anatinomma bispinosum ingår i släktet Anatinomma och familjen långhorningar.
Artens utbredningsområde är:
- Costa Rica.
- Honduras.
- Panama.

Inga underarter finns listade i Catalogue of Life.